# Outeiro dos Lameiros
Outeiro dos Lameiros est un site archéologique situé sur le territoire de la commune de Baiona dans la communauté autonome de Galice en Espagne. 
,. 
Situé à 186 m d'altitude, ce site d'art rupestre est l'un des plus importants de la Galice. Il se compose de près de 30 surfaces différentes de pétroglyphes datant de 4000 ans av. J.-C. pour les plus anciens. Il a été classé Bien d'intérêt culturel en 2014.

## Description
Le site a été découvert en 1984 dans une zone agricole et forestière. Il a été aménagé et balisé en 2007-08, avec des panneaux d'information.
- Outeiro dos Lameiros I [4]. : C'est la surface la plus grande avec 78 quadrupèdes (15 × 5 m), mais aussi des figures abstraites, une figure avec 6 rayons courbes ainsi que des cercles concentriques.
- Outeiro dos Lameiros II [5]. : C'est une pierre qui était ensevelie sous les feuillages d'eucalyptus de 4,20 × 6,40 m qui possède la plus grande concentration de sculptures réticulées de Galice.
- Outeiro dos Lameiros III [6]. : C'est une dalle inclinée de 5 × 3 m couverte de cercles concentriques, de lignes courbes.
- Outeiro dos Lameiros IV [7]. : C'est un affleurement granitique de 5 × 2 m avec des figures abstraites, des fossettes et des cupules, ainsi qu'un profond rainurage.
- Outeiro dos Lameiros V [8]. :
- Outeiro dos Lameiros VI [9]. : C'est une zone de 3 × 2 m, en grande partie enterrée, avec des fossettes entourées d'anneau.

## Galerie

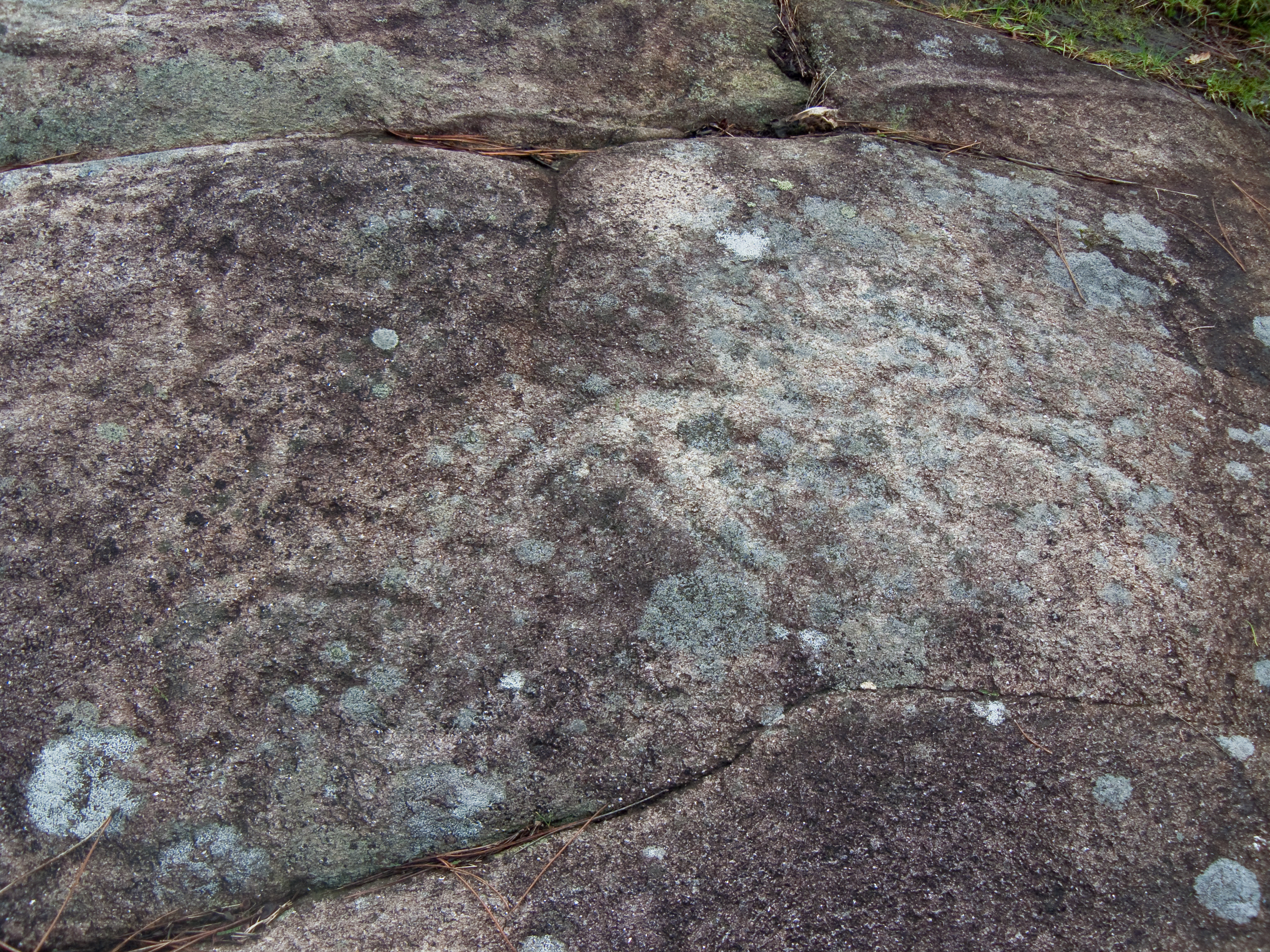
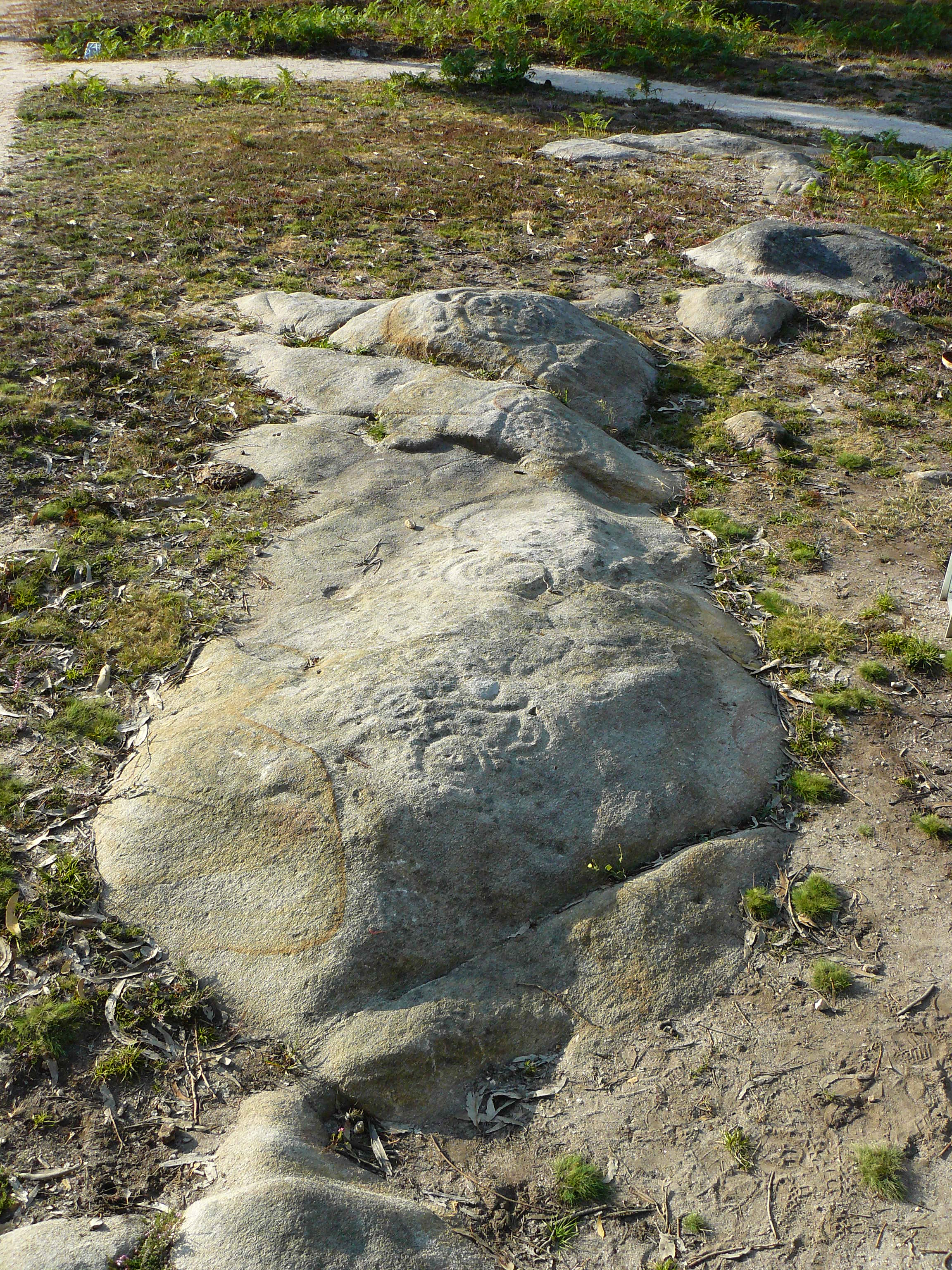
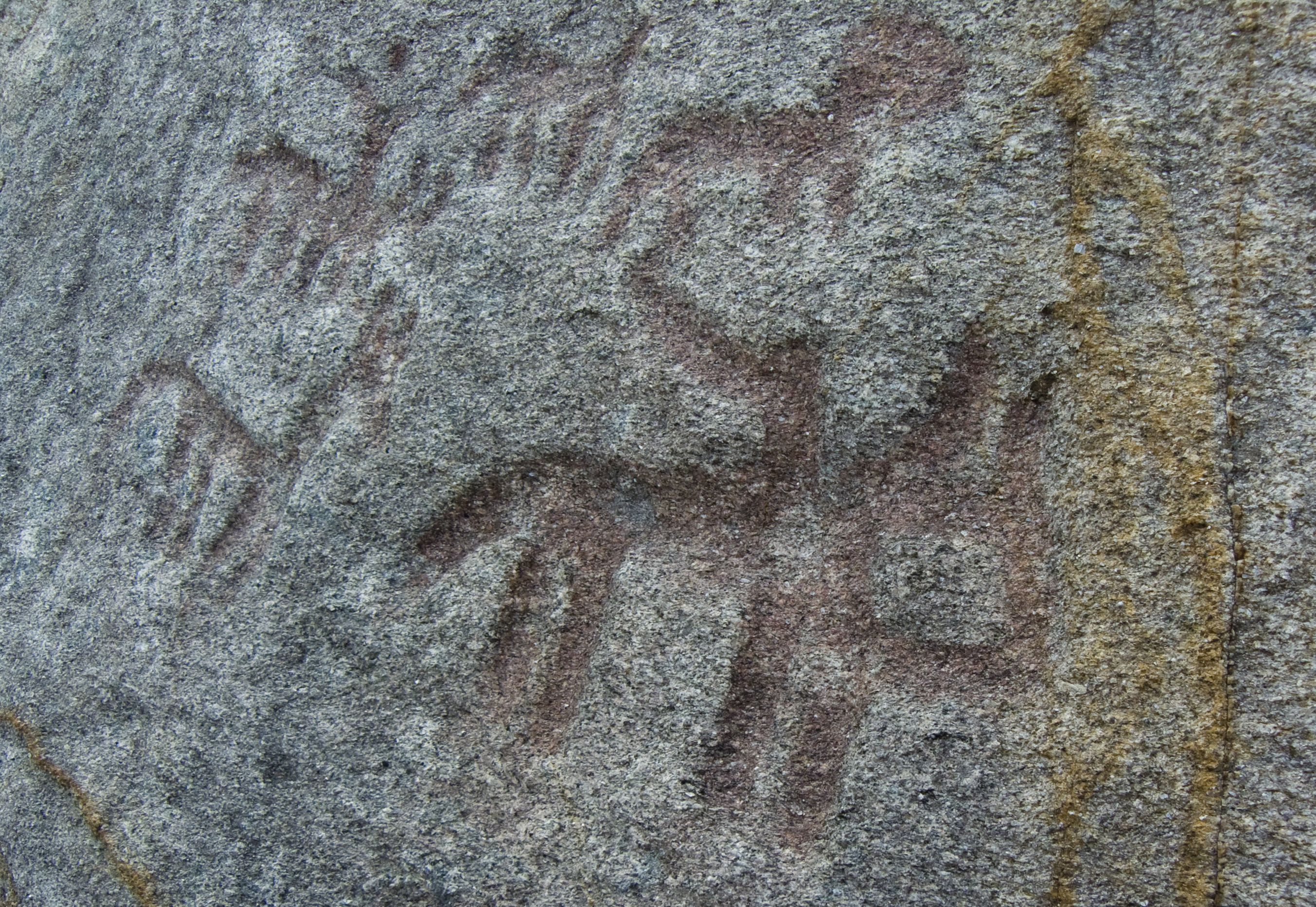